# 피스메이커 (영화)
《피스메이커》(영어: The Peacemaker)는 1997년에 개봉한 미국의 정치 액션 스릴러 영화이다. 1994년에 설립된 드림웍스 영화사의 창립 기념작이다.

## 줄거리
유고슬라비아 전쟁 중 보스니아 팔레에서 평화를 추구하던 고위 관리가 살해당하는 사건이 발생한다. 한편 러시아 첼랴빈스크주 카르탈리에서는 SS-18 사탄용 핵탄두를 해체 작업 시설로 운반하던 중 장군 코도로프와 스페츠나츠 대원들이 군인들을 살해하고 핵탄두 9개를 빼돌린다. 남은 한 개의 핵탄두는 폭발시켜 대규모 인명 피해를 낸다.
미국 정부는 이 사건에 주목하고, 국가안전보장회의 소속 핵 밀수 전문가인 줄리아 켈리는 이를 체첸인 테러리스트의 소행으로 추정한다. 하지만 육군 특전부대 출신 군사 정보부 소속 토머스 더보 중령은 핵탄두 탈취를 은폐하기 위한 작전이라고 주장한다. 더보의 러시아 연방보안국 정보원은 더보의 주장이 사실임을 확인해주고, 더보는 켈리와 함께 사건을 조사하게 된다.
수사를 진행하던 중 이들은 핵탄두가 러시안 마피아가 운영하는 오스트리아 위장 회사를 통해 운반될 계획임을 알아낸다. 추격전 끝에 더보는 핵탄두를 확보하는 데 성공하지만 이미 핵탄두 하나가 테러리스트에게 넘어간 것을 알게 된다.
수사 결과 핵탄두를 가진 테러리스트는 사라예보에서 아내와 딸을 잃은 보스니아인 두샨 가브리치로 밝혀진다. 전쟁 관련 세력 중 그 어디에도 속하지 않은 가브리치는 전쟁에 무기를 공급한 서방 세계에 복수할 셈으로 뉴욕 유엔 본부를 폭파하려 하고, 더보와 켈리는 그를 추적한다. 더보의 활약으로 가브리치의 동생은 죽고, 가브리치는 교구 학교 안으로 도망간다. 가브리치는 자살하지만 핵탄두는 폭발 직전 상태이다. 켈리는 간신히 폭탄을 해체하여 최초 폭발이 핵 폭발로 이어지는 사태를 막고, 교회만 최초 폭발에 의해 파괴된다.
사건이 종료된 후 더보는 켈리에게 데이트를 신청하고 켈리가 이를 수락하며 영화가 끝난다.

## 출연
- 조지 클루니 - 토머스 "톰" 더보 중령 역
- 니콜 키드먼 - 줄리아 켈리 박사 역
- 마르첼 이우레슈 - 두샨 가브리치 역
- 알렉산드르 발루예프 - 알렉산드르 코도로프 장군 역
- 레네 메드베셰크 - 블라도 미리치 역
- 게리 원츠 - 테리 해밀턴 역
- 랜들 배틴코프 - 켄 역
- 짐 헤이니 - 가넷 장군 역
- 알렉산더 슈트로벨레 - 한스 슈마허 역
- 홀트 매캘러니 - 마크 애플턴
- 조앤 코플런드 - 베븐스 상원 의원 역
- 칼로스 고메즈 - 산티아고 대위
- 아르민 뮐러슈탈 - 드미트리 베르티코프 대령 역
- 하르시 나이야르 - 아미르 타라키 박사 역
- 마이클 보트먼 - 비치 중위 역
- 터마라 투니 - 조디 역

## 우리말 녹음
| MBC 성우진 (2000년 12월 2일) - 박일 - 토머스 더보 대령 (조지 클루니) - 송도영 - 줄리아 켈리 박사 (니콜 키드먼) - 한규희 - 두샨 가브리치 (마르첼 이우레슈) - 김현직 - 한영숙 - 이종혁 - 황윤걸 - 변종필 - 이철용 - 김민성 - 송준석 - 이상범 - 김서영 - 최한 - 표영재 | SBS 성우진 (2004년 5월 23일) - 김환진 - 토머스 더보 대령 (조지 클루니) - 송도영 - 줄리아 켈리 박사 (니콜 키드먼) - 송두석 - 두샨 가브리치 (마르첼 이우레슈) - 강구한 - 알렉산드르 코도모프 장군 (알렉산드르 발루예프) - 김규식 - 드미트리 베르티코프 (아르민 뮐러슈탈) - 김정호 - 테리 해밀턴 (게리 원츠) / 데이비드 브래니건 특수 요원 (찰스 듀머스) - 권혁수 - 마크 애플턴 (홀트 매캘러니) - 이진화 - 조디 (터마라 투니) / 유엔 대리인 (앨마 쿠어보) - 손원일 - 켄 (랜들 배틴코프) - 김관진 - 가넷 장군 (짐 헤이니) / 산티아노 (칼로스 고메즈) - 서윤석 - 코스텔로 (루 머스틸로) / 타라키(하르시 나이야르) - 김래환 - 블라도 (레네 메드베셰크) / 택시 기사 (램지 파라갈라) - 고재균 - 슈마허 (알렉산더 슈트로벨레) / 비치 (마이클 보트먼) - 배주영 - 정보국 직원 (앤드리아 도븐) - 오주연 - 상원 의원 (조앤 코플런드) |  |